# John Hepburn

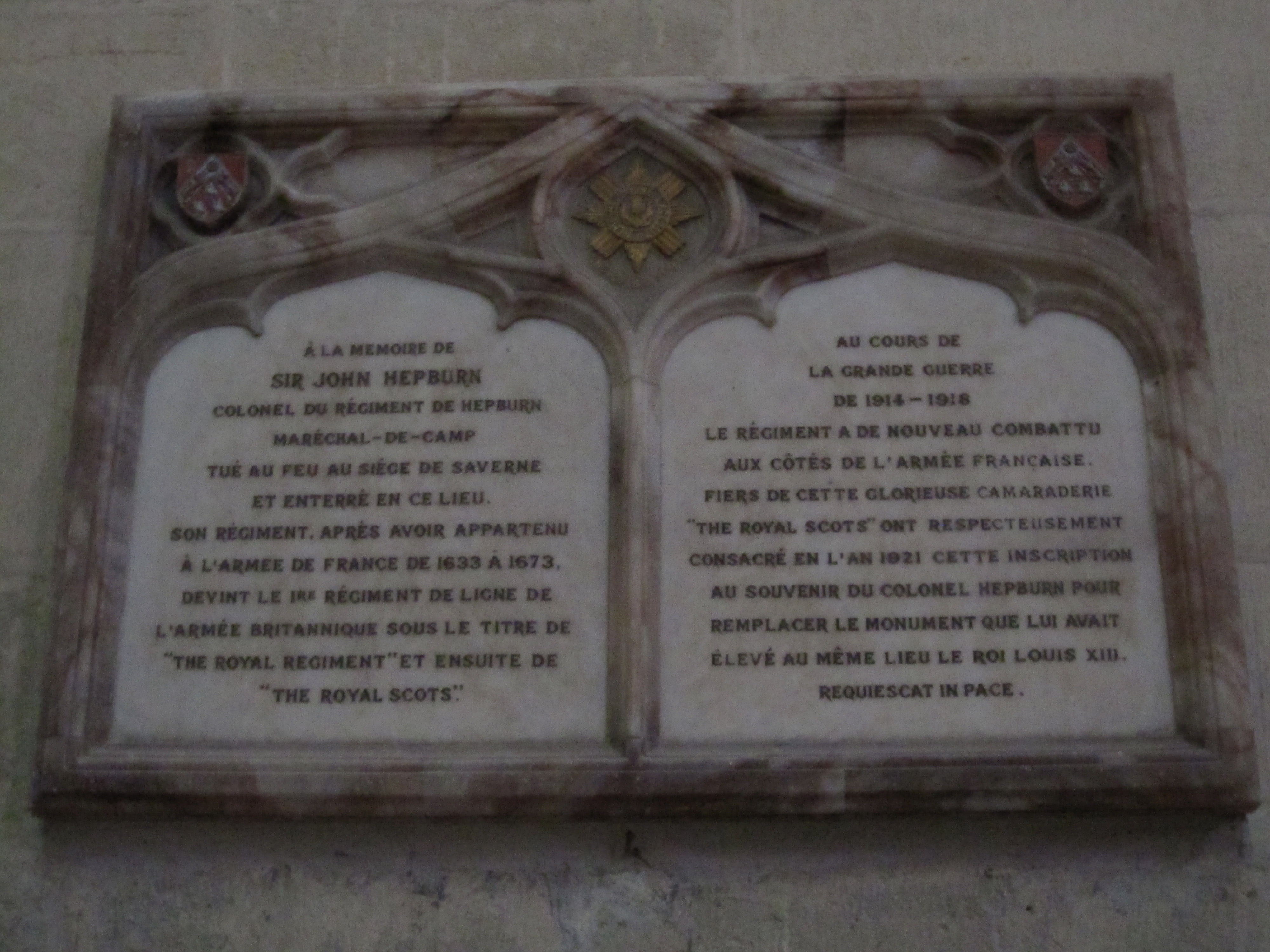
Grafschrift van Sir John Hepburn in de kathedraal van Toul.

John Hepburn (1598 (?) - Saverne, 8 juli 1636) was Schots beroepsmilitair en speelde als zodanig een rol in de Tachtigjarige en Dertigjarige Oorlog.
Hij was de tweede zoon van George Hepburn uit Athelstaneford bij Haddington. Hij schreef zich waarschijnlijk in als student van St. Leonard's College in St Andrews in 1615. Aan het einde van dat jaar bezocht hij Parijs en Poitiers samen met zijn schoolvriend Robert Monro. Hoewel hij katholiek was, sloot hij zich aan bij het Schotse leger onder Sir Andrew Gray dat streed aan de zijde van de protestantse keurvorst van de Palts in Bohemen. Hij onderscheidde zichzelf onder graaf Peter Ernst II van Mansfeld in de verdediging van Bergen op Zoom in juli 1622 en in de Slag bij Fleurus op 30 augustus 1622.
Nadat Mansfeldts leger het jaar daarop werd ontbonden, vertrok hij met een aantal Schotse compagnieën om in dienst te treden van de koning van Zweden. Hier viel hij op door zijn goede militaire inzichten en werd bevorderd tot kolonel van zijn Schotse regimenten. Zijn eerste order was de inval in Pruisisch Polen ter verdediging van Mewe. Van daar uit trok hij naar Frankfurt an der Oder, Frankfurt am Main, München en Neurenberg. Daar trad hij om een onbekende reden uit Zweedse dienst en trad in 1632 in Franse dienst. In die hoedanigheid streed hij opnieuw tegen het keizerlijke Duitse leger, later ook onder het opperbevel van hertog Bernhard van Saksen-Weimar. Tijdens het beleg van Saverne werd hij op 8 juli 1636 echter door een musket in zijn nek getroffen en overleed twee uur later. Hij stond hoog in aanzien bij Richelieu en werd begraven in de kathedraal van Toul. Hier werd in 1669 een monument ter ere van hem opgericht, dat in de Franse Revolutie echter werd vernietigd.